# Champtoceaux
Champtoceaux ([ʃɑ̃tɔˈso] ⓘ) ist eine Ortschaft und ehemalige französische Gemeinde mit 2867 Einwohnern (Stand: 1. Januar 2022) im Maine-et-Loire in der Region Pays de la Loire. Sie gehörte zum Arrondissement Cholet. Die Einwohner werden Castrocelsiens und Castrocelsiennes genannt.
Der Erlass der Präfektin vom 23. November 2015 legte mit Wirkung zum 15. Dezember 2015 die Eingliederung von Champtoceaux als Commune déléguée zusammen mit den früheren Gemeinden Bouzillé, Drain, Landemont, La Varenne, Liré, Saint-Christophe-la-Couperie, Saint-Laurent-des-Autels, und Saint-Sauveur-de-Landemont zur Commune nouvelle Orée d’Anjou fest.

## Geografie

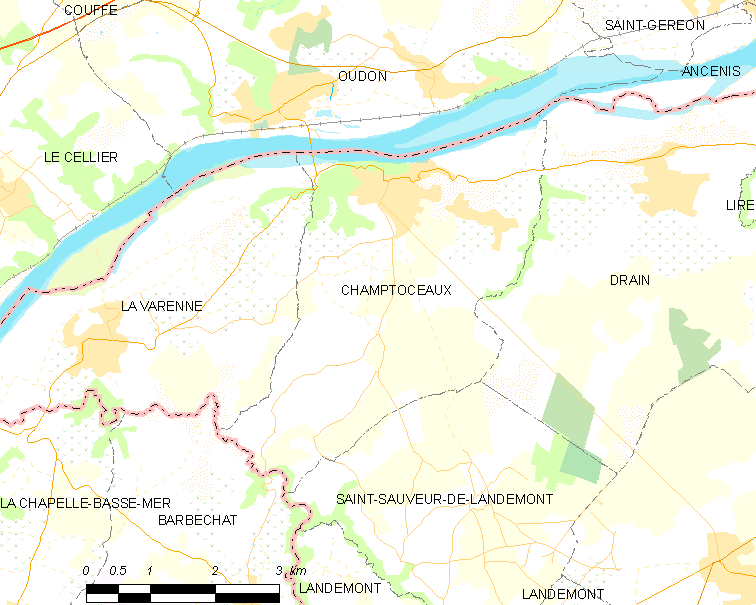
Karte von Champtoceaux

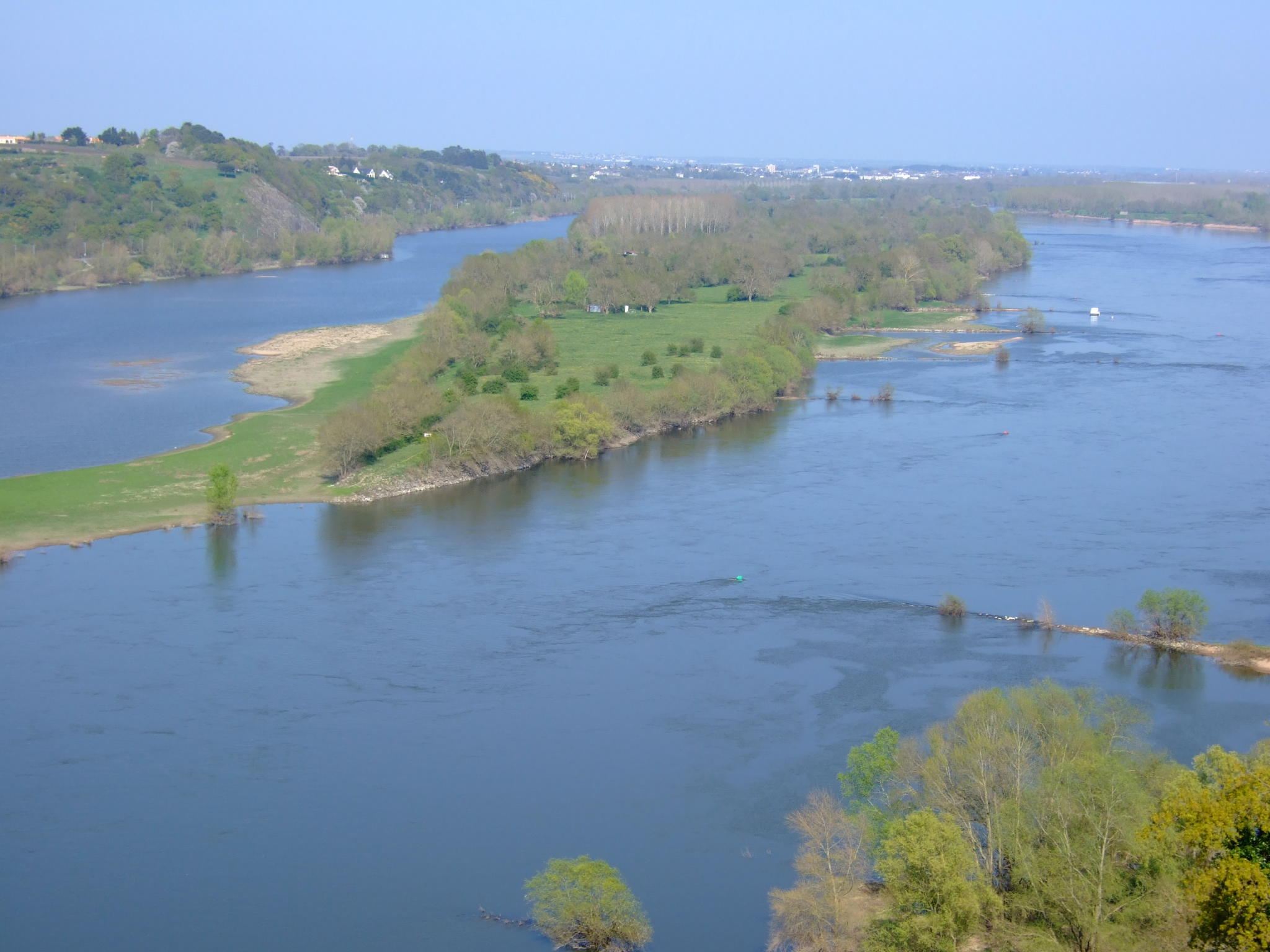
Loire und die Île Neuve von Champalud aus gesehen

Champtoceaux liegt etwa 56 Kilometer westsüdwestlich von Angers, etwa 43 Kilometer nordwestlich von Cholet und etwa 25 Kilometer nordöstlich von Nantes an der Grenze zum benachbarten Département Loire-Atlantique. Der Ort befindet sich in der Région naturelle der Mauges, Teil der historischen Provinz des Anjou.
Champtoceaux befindet sich an den südöstlichen Ausläufern des Armorikanischen Massivs mit seinem Ortszentrum direkt am linken Ufer der Loire. Der Ort wird außerdem entwässert von ihren Nebenflüssen, dem zeitweise trockenfallenden Flüsschen Voinard, der bei der ehemaligen Zitadelle in die Loire mündet, und dem zeitweise trockenfallenden Ruisseau de la Champenière, der das Ortsgebiet im Osten begrenzt, ferner von der Divatte, die Champtoceaux im Südwesten begrenzt mit seinem Nebenfluss, der zeitweise trockenfallenden Javettière sowie von kleineren Fließgewässern. Das Bodenrelief zeigt eine hügelige Landschaft auf einer Hochebene, die im Norden durch das Loire-Tal auf etwa 2 m Höhe begrenzt wird. Die höchste Erhebung beträgt 86 m, das Ortszentrum liegt auf etwa 74 m.
Umgeben wird Champtoceaux von zwei Nachbargemeinden und drei Communes déléguées von Orée d’Anjou:
|                                      | Oudon (Loire-Atlantique)                    |                                           |
| La Varenne (Orée d’Anjou)            | Kompassrose, die auf Nachbargemeinden zeigt | Drain (Orée d’Anjou)                      |
| Divatte-sur-Loire (Loire-Atlantique) |                                             | Saint-Sauveur-de-Landemont (Orée d’Anjou) |

## Geschichte
Champtoceaux war im Mittelalter eine der wichtigsten Festungen in Frankreich, vor allem des Anjou gegenüber der Bretagne. In der Karolingerzeit gehörte sie zur Bretonischen Mark. Ein Felssporn, der sich 70 Meter über dem Fluss erhebt, war der Untergrund der Festung.
Gregor von Tours nennt Champtoceaux in der Mitte des sechsten Jahrhunderts (lateinisch Sellense castrum) eine der 25 wichtigsten Festungen der Gallier. Der dazugehörende Hafen, Portus selus, sicherte die Versorgung.
Weitere frühere Formen des Ortsnamens waren: Ponte illo qui dicitur Selis (651), Sellus castrum (7. Jahrhundert), In castro quod dicitur Sels (8. Jahrhundert), Castrum Celsum (1034), Tetbaldus de Castello Celso (1061), Castellaria de Castro Celso (1063), Castellum Castricelsum (1090), Decima de Castro Ceaux (1142), Campum Occidum (1230), Chatiauceaus (1271), Chamtoceaux (1793).
Es steht fest, dass der Locus qui dicitur Sels ursprünglich eine keltische Siedlung war, die von einem gallorömischen Oppidum ersetzt wurde.
Seit Mitte des sechsten Jahrhunderts existierte eine Pfarrgemeinde. Um 560 wurde ein Herzog Austrapius, ehemaliger Offizier von König Chlothar I., zum Bischof in Champtoceaux geweiht, das daraufhin kurzzeitig zum Sitz einer Unterdiözese des Bistums Poitiers wurde. Austrapius wurde die Nachfolge des Bischofs von Poitiers versprochen, aber er wurde in einem Aufstand der Taifales tödlich verwundet. Die Pfarrgemeinden kehrten zunächst zum Bistums Poitier zurück. 843 wurde der gesamte Landstrich dem Bistum Nantes angegliedert.
Im Jahre 768 empfing Pippin der Kleine hier die Botschafter des Kalifen von Bagdad. Unter der Herrschaft der Karolinger gehörte Champtoceaux zu Aquitanien. In der Folge wurde es Mitte des 9. Jahrhunderts der Grafschaft Nantes zugeschlagen.
Bis 942 gehörte Châteauceaux zum Poitou und wechselte dann in den Besitz von Alain II. Barbetorte, Herzog von Bretagne. Nach seinem Tod heiratete seine Witwe den Grafen von Anjou, wodurch Châteauceaux erneut den Besitzer wechselte. Im Jahr 988 befahl Graf Fulko Nerra von Anjou den Bau einer Festung, von der aus auch der Wegezoll erhoben wurde. Der Erbauer der ersten Zitadelle am Ende des 9. Jahrhunderts erscheint Rainaud Torench oder Thuringien, der dem Grafen von Anjou huldigte und schließlich vom Grafen von Nantes, Guérech, 986 die Erlaubnis zum Bau erhielt. Seit diesem Moment war der Ort zwischen dem Grafen von Anjou und dem Grafen von Nantes bis zum 17. Jahrhundert umstritten.

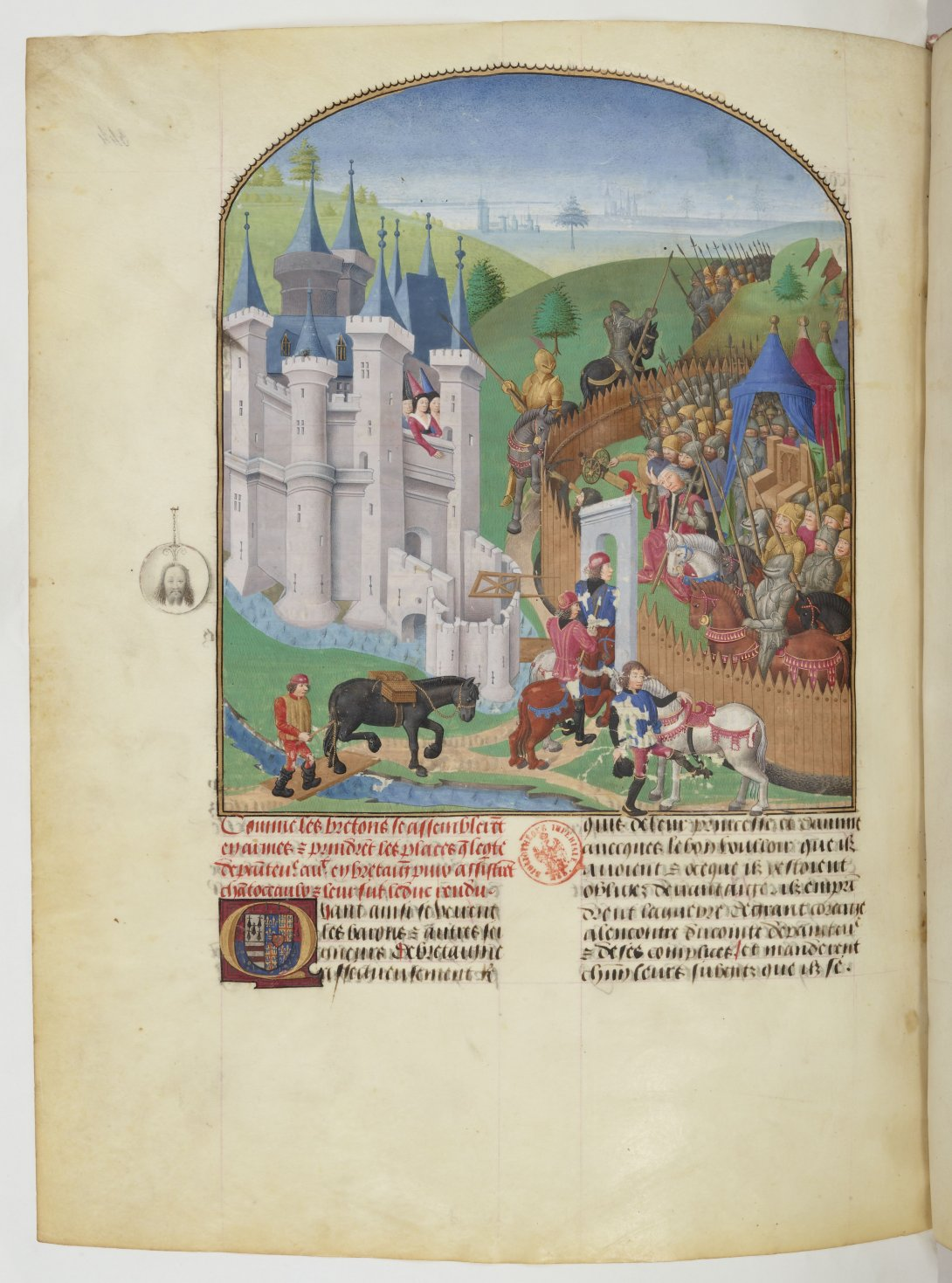
Buchmalerei der Belagerung von Champtoceaux (1420)

Die Burg wurde im Lauf der Zeit mehrfach belagert:
- 1141 durch Gottfried Plantagenet, Graf von Anjou,
- 1173 durch Heinrich Plantagenet, König von England,
- 1224 durch Peter Mauclerc, Herzog von Bretagne.
- 1230 und 1234 durch König Ludwig IX.;
- 1341 durch den Herzog der Normandie, den späteren König Johann II.

Während des Bretonischen Erbfolgekriegs wurde Herzog Johann V. in der Burg von Champtoceaux gefangen gesetzt, die am 10. Mai 1420 in der Folge von Bretonen und verbündeten Engländern belagert wurde. Nach der Kapitulation am 5. Juli 1420 befahl er die Zerstörung der Burg, die durch die Belagerung bereits halb verwüstet war. Danach spielte Champtoceaux keine politische Rolle mehr.
Im Jahre 1060 stiftete Geoffroi de Chamtoceaux die Kapelle Saint-Jean-Baptiste dem Kloster Marmoutier, um dort ein Priorat einzurichten. Dieses wurde erweitert als Zehntherrschaft, um Weinberge und auf Abgaben, die auf dem Jahrmarkt von Saint-Jean erhoben wurden, der seit dem 12. Jahrhundert stattfand. Das Priorat wurde so bedeutend, dass seit dem Ende des 11. Jahrhunderts der Prior den Titel eines Propstes trug. Das Priorat wurde dank einer Schenkung von Geoffroi Crespin gegen 1190 vom Eingang des Dorfes in der Nähe des befestigten Tores innerhalb der Burgmauer verlegt. Dies wurde 1230 von Peter Mauclerc in der Absicht der weiteren Befestigung wieder rückgängig gemacht. Das Priorat florierte bis 1410. Nach der Belagerung und Zerstörung der Burg 1420 wurde es am ursprünglichen Platz neu gebaut. Die Gebäude des Priorats litten insbesondere unter den Hugenottenkriegen. Hugenotten verwüsteten sie beim ersten Mal, als Statuen, Bleiglasfenster und Ausstattungsgegenstände zerstört wurden. Von 1595 bis 1698 fügten Truppen der Katholischen Liga bedeutende Schäden zu, die allmählich behoben wurden.
Während der Französischen Revolution nahmen zwei Drittel der Männer unter dem Kommando von Charles de Bonchamps am Aufstand der Vendée, dem Kampf der royalistisch-katholisch gesinnten Landbevölkerung gegen Repräsentanten und Truppen der Ersten Französischen Republik, Teil. Im Jahr 1794 erlitt die Bevölkerung drei Durchgänge von Höllenkolonnen, die vom Nationalkonvent angeordneten Maßnahmen zur Niederschlagung des Aufstands umsetzte. 193 Menschen kamen ums Leben, die Kirche und die Häuser wurden niedergebrannt.
Champtoceaux ist über eine Straßenbrücke mit dem gegenüberliegenden Loire-Ufer verbunden. Der erste Bau wurde 1889 eröffnet. Nachdem sie 1944 zerstört worden war, wurde die heutige Brücke 1976 fertiggestellt.

## Bevölkerungsentwicklung
| Champtoceaux: Einwohnerzahlen von 1793 bis 2020                                                                            | Champtoceaux: Einwohnerzahlen von 1793 bis 2020 | Champtoceaux: Einwohnerzahlen von 1793 bis 2020 | Champtoceaux: Einwohnerzahlen von 1793 bis 2020 | Champtoceaux: Einwohnerzahlen von 1793 bis 2020 |
| --- | ----------------------------------------------- | ----------------------------------------------- | ----------------------------------------------- | ----------------------------------------------- |
| Jahr |                                                 |                                                 |                                                 | Einwohner                                       |
| 1793 | 1793                                            |                                                 | 2.200                                           | 2.200                                           |
| 1800 | 1800                                            |                                                 | 1.113                                           | 1.113                                           |
| 1806 | 1806                                            |                                                 | 1.214                                           | 1.214                                           |
| 1821 | 1821                                            |                                                 | 1.423                                           | 1.423                                           |
| 1831 | 1831                                            |                                                 | 1.479                                           | 1.479                                           |
| 1836 | 1836                                            |                                                 | 1.422                                           | 1.422                                           |
| 1841 | 1841                                            |                                                 | 1.440                                           | 1.440                                           |
| 1846 | 1846                                            |                                                 | 1.440                                           | 1.440                                           |
| 1851 | 1851                                            |                                                 | 1.598                                           | 1.598                                           |
| 1856 | 1856                                            |                                                 | 1.528                                           | 1.528                                           |
| 1861 | 1861                                            |                                                 | 1.563                                           | 1.563                                           |
| 1866 | 1866                                            |                                                 | 1.559                                           | 1.559                                           |
| 1872 | 1872                                            |                                                 | 1.565                                           | 1.565                                           |
| 1876 | 1876                                            |                                                 | 1.562                                           | 1.562                                           |
| 1881 | 1881                                            |                                                 | 1.605                                           | 1.605                                           |
| 1886 | 1886                                            |                                                 | 1.570                                           | 1.570                                           |
| 1891 | 1891                                            |                                                 | 1.516                                           | 1.516                                           |
| 1896 | 1896                                            |                                                 | 1.395                                           | 1.395                                           |
| 1901 | 1901                                            |                                                 | 1.345                                           | 1.345                                           |
| 1906 | 1906                                            |                                                 | 1.316                                           | 1.316                                           |
| 1911 | 1911                                            |                                                 | 1.239                                           | 1.239                                           |
| 1921 | 1921                                            |                                                 | 1.190                                           | 1.190                                           |
| 1926 | 1926                                            |                                                 | 1.161                                           | 1.161                                           |
| 1931 | 1931                                            |                                                 | 1.147                                           | 1.147                                           |
| 1936 | 1936                                            |                                                 | 1.103                                           | 1.103                                           |
| 1946 | 1946                                            |                                                 | 1.158                                           | 1.158                                           |
| 1954 | 1954                                            |                                                 | 1.146                                           | 1.146                                           |
| 1962 | 1962                                            |                                                 | 1.100                                           | 1.100                                           |
| 1968 | 1968                                            |                                                 | 1.169                                           | 1.169                                           |
| 1975 | 1975                                            |                                                 | 1.252                                           | 1.252                                           |
| 1982 | 1982                                            |                                                 | 1.384                                           | 1.384                                           |
| 1990 | 1990                                            |                                                 | 1.524                                           | 1.524                                           |
| 1999 | 1999                                            |                                                 | 1.748                                           | 1.748                                           |
| 2006 | 2006                                            |                                                 | 2.162                                           | 2.162                                           |
| 2013 | 2013                                            |                                                 | 2.413                                           | 2.413                                           |
| 2020 | 2020                                            |                                                 | 2.648                                           | 2.648                                           |
| Quelle(n): EHESS/Cassini bis 1999, INSEE ab 2006 Anmerkung(en): Ab 1962 offizielle Zahlen ohne Einwohner mit Zweitwohnsitz |                                                 |                                                 |                                                 |                                                 |

Der signifikante Bevölkerungsrückgang zwischen 1793 und 1800 ist den Ereignissen des Aufstands der Vendée geschuldet.

## Sehenswürdigkeiten
- Ruinen der Burg und der Zitadelle, seit 2009 in Teilen als Monument historique eingeschrieben. Die Stätte umfasst den ursprünglichen Erdhügel, auf dem sich die Kirche La Madeleine befand, Reste der ehemaligen Burg, den Innenhof und den umfriedeten Ortskern, im dem sich Häuser befanden, die 1420 mit der Burg abgerissen wurden. Die Burgmauer wird von einigen Türmen flankiert. Den Eingang bildet ein Tor in Spitzbogenform, zu beiden Seiten von Türmen. Das Schloss La Colinière aus dem 19. Jahrhundert befindet sich im Norden des Innenhofs.
- Moulin pendu aus dem ausgehenden 14. Jahrhundert, unterhalb der ehemaligen Burg. Sie diente als Wassermühle und wurde zu Unrecht als befestigte Mautstelle angesehen. Ab dem 18. Jahrhundert diente das Gebäude als Steinbruch. Es ist seit 1975 als Monument historique klassifiziert.
- Pfarrkirche Saint-Madeleine aus dem 19. Jahrhundert
- Herrenhaus La Hamelinière aus dem 16. und 17. Jahrhundert, seit 1968 in Teilen als Monument historique eingeschrieben
- Überbleibsel des Priorats Saint-Jean-Baptiste
- Burg La Brelaudière aus dem 13. Jahrhundert, teilweise von den Höllenkolonnen im Jahr 1794 zerstört
- Promenade de Champalud, site classé seit 1935, mit einem 180° Panaramablick auf die Loire und die Orte auf dem gegenüberliegenden Ufer

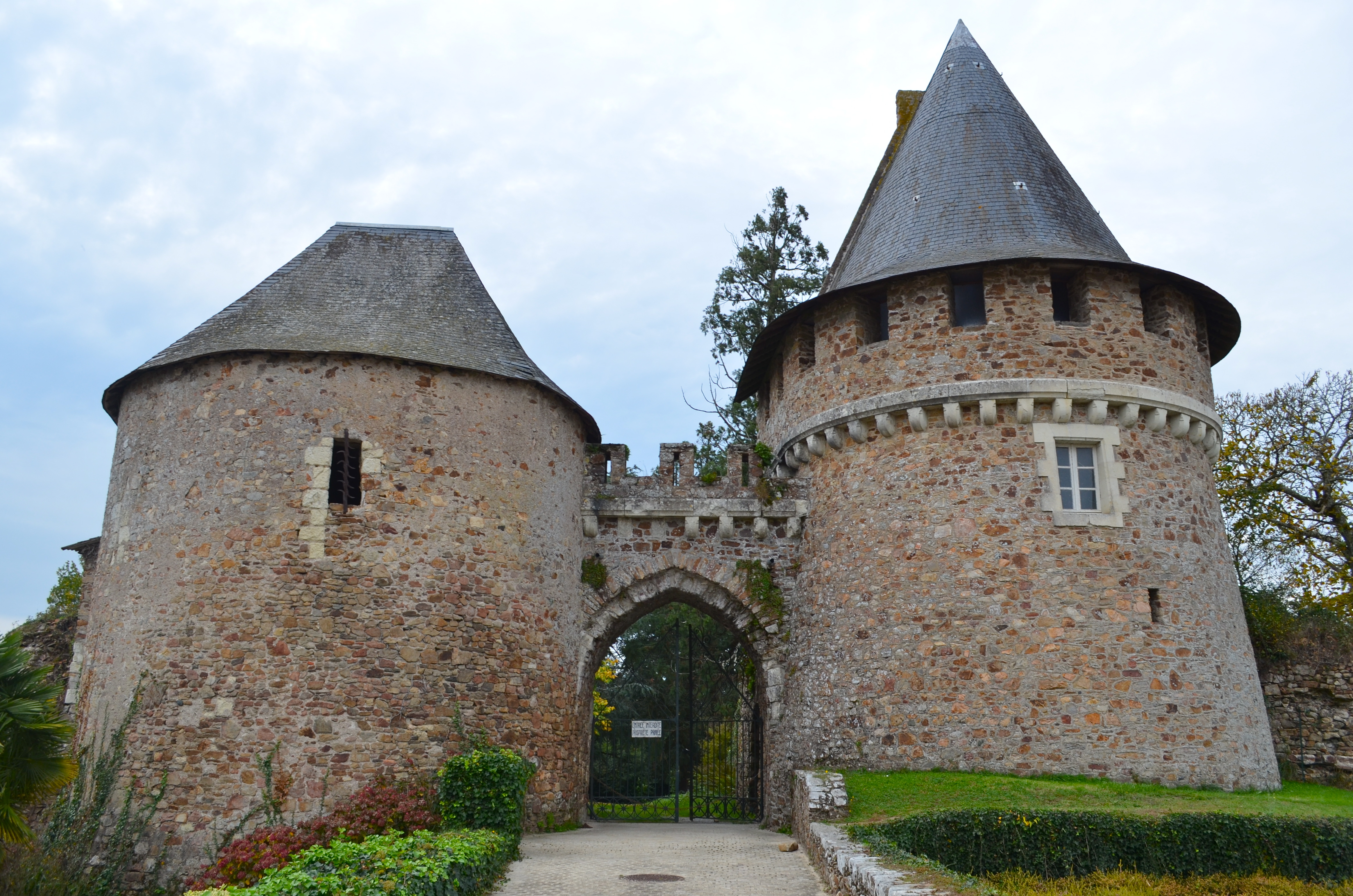
Eingang zur ehemaligen Burg
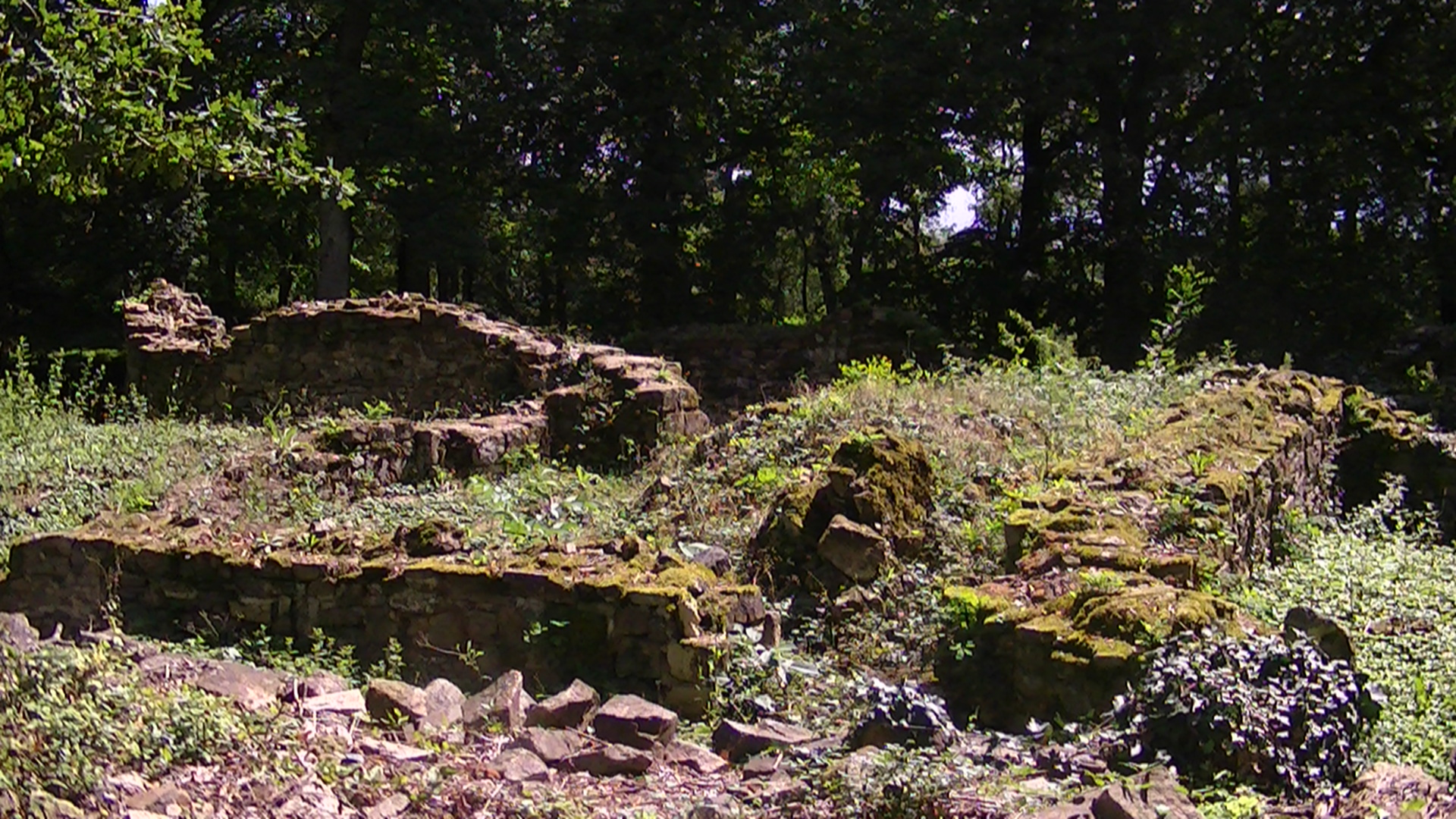
Ruinen der ehemaligen Burgkapelle
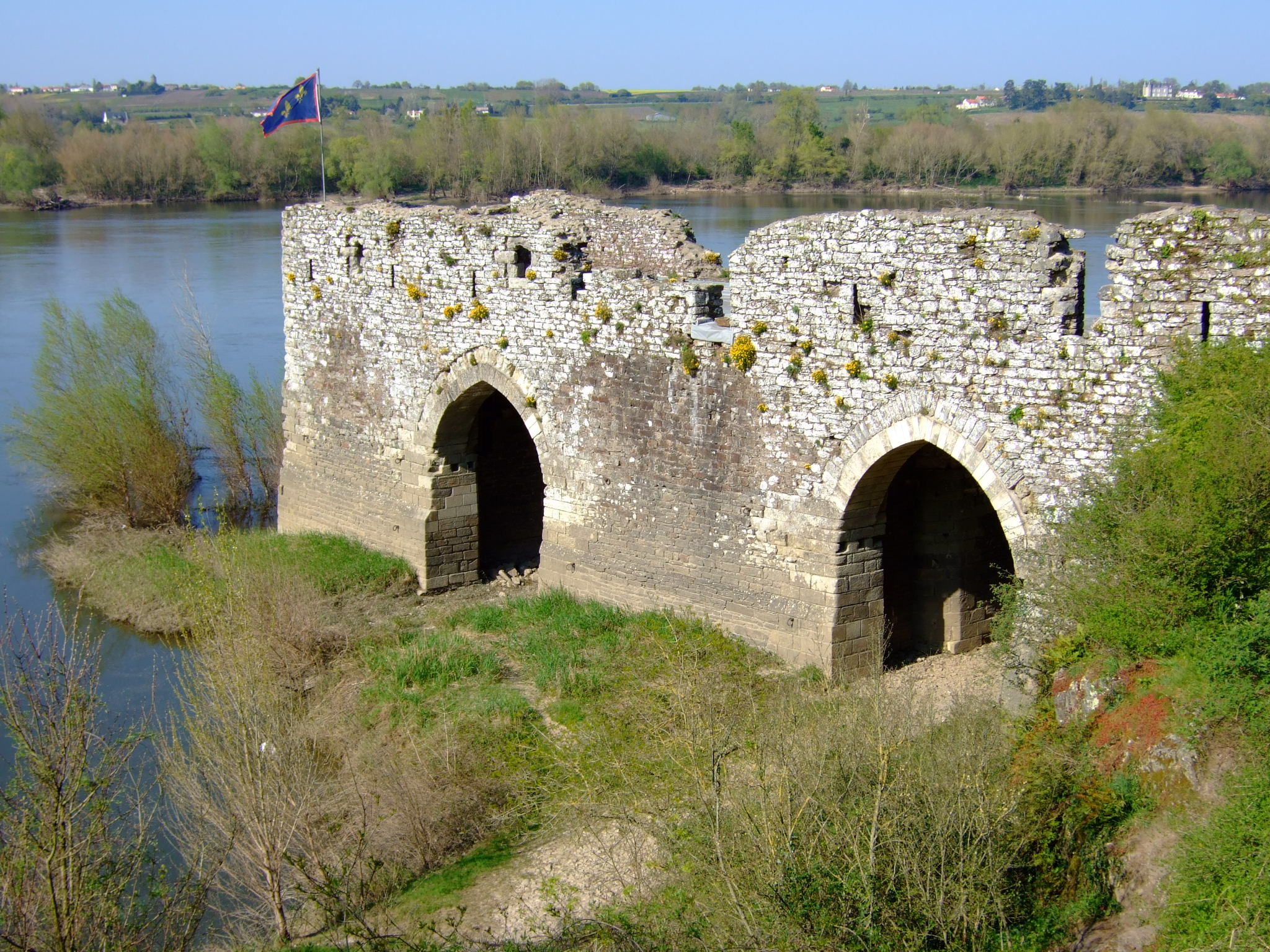
Moulin pendu
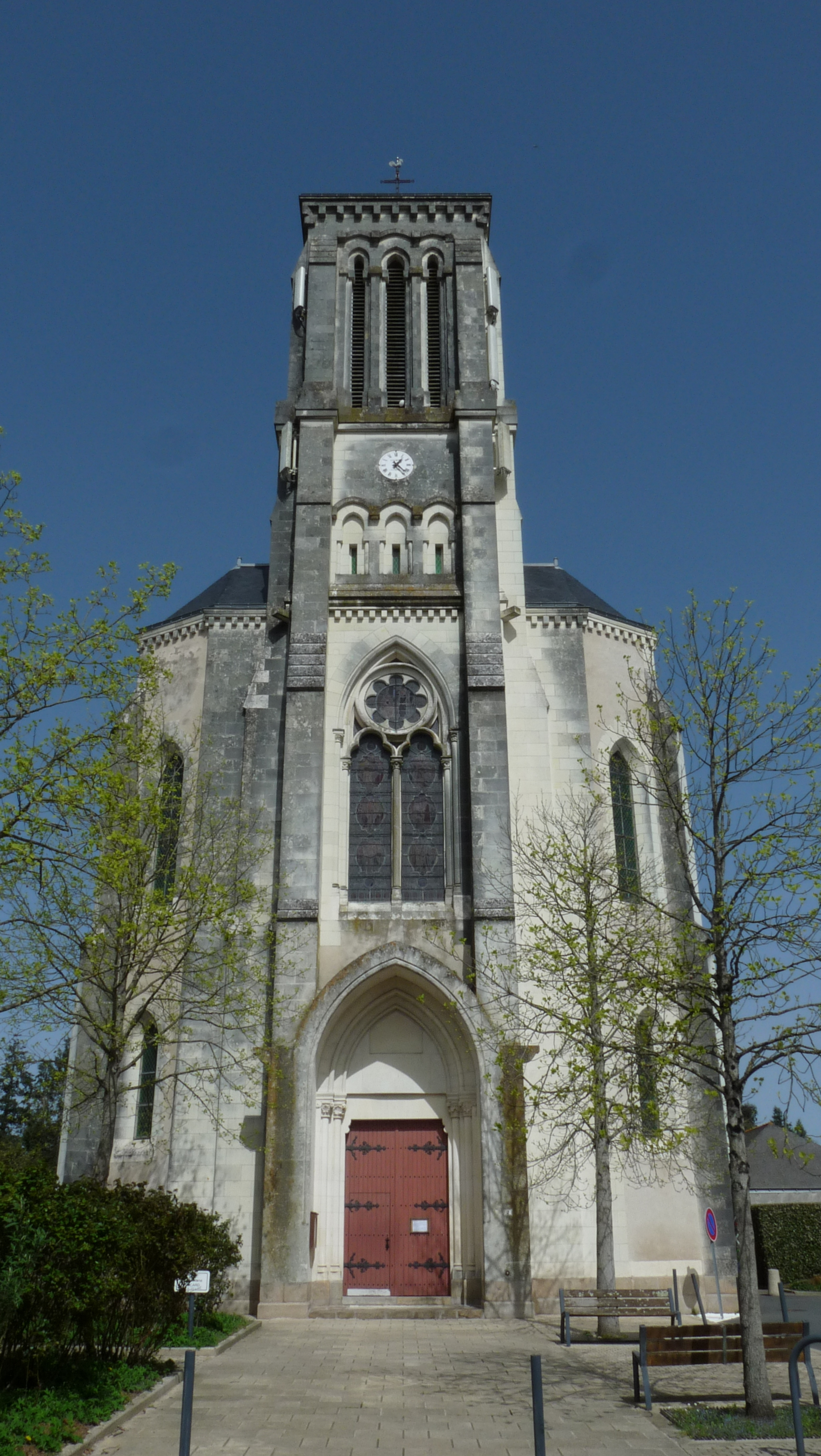
Pfarrkirche Saint-Madeleine
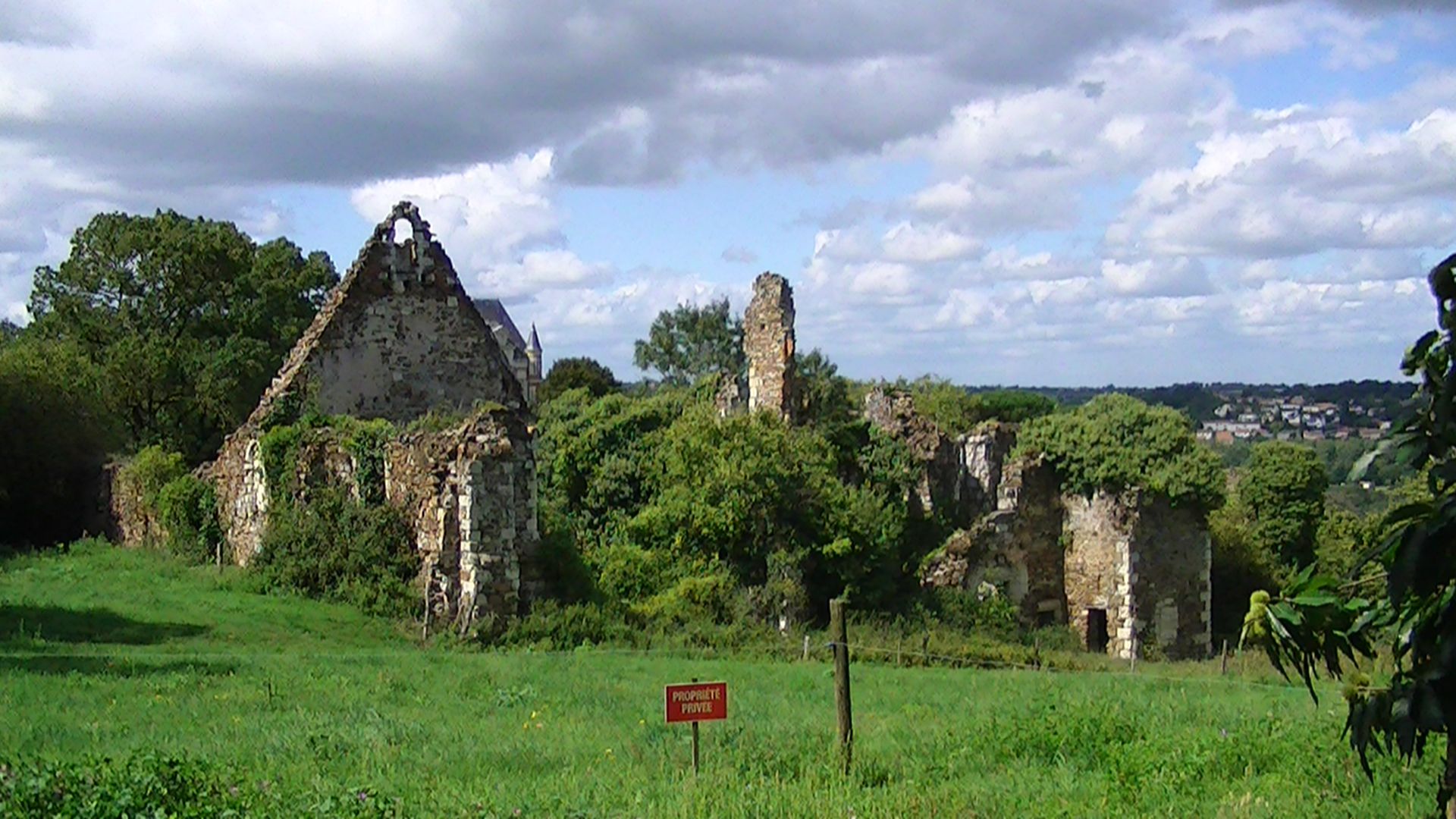
Überbleibsel des Priorats Saint-Jean-Baptiste
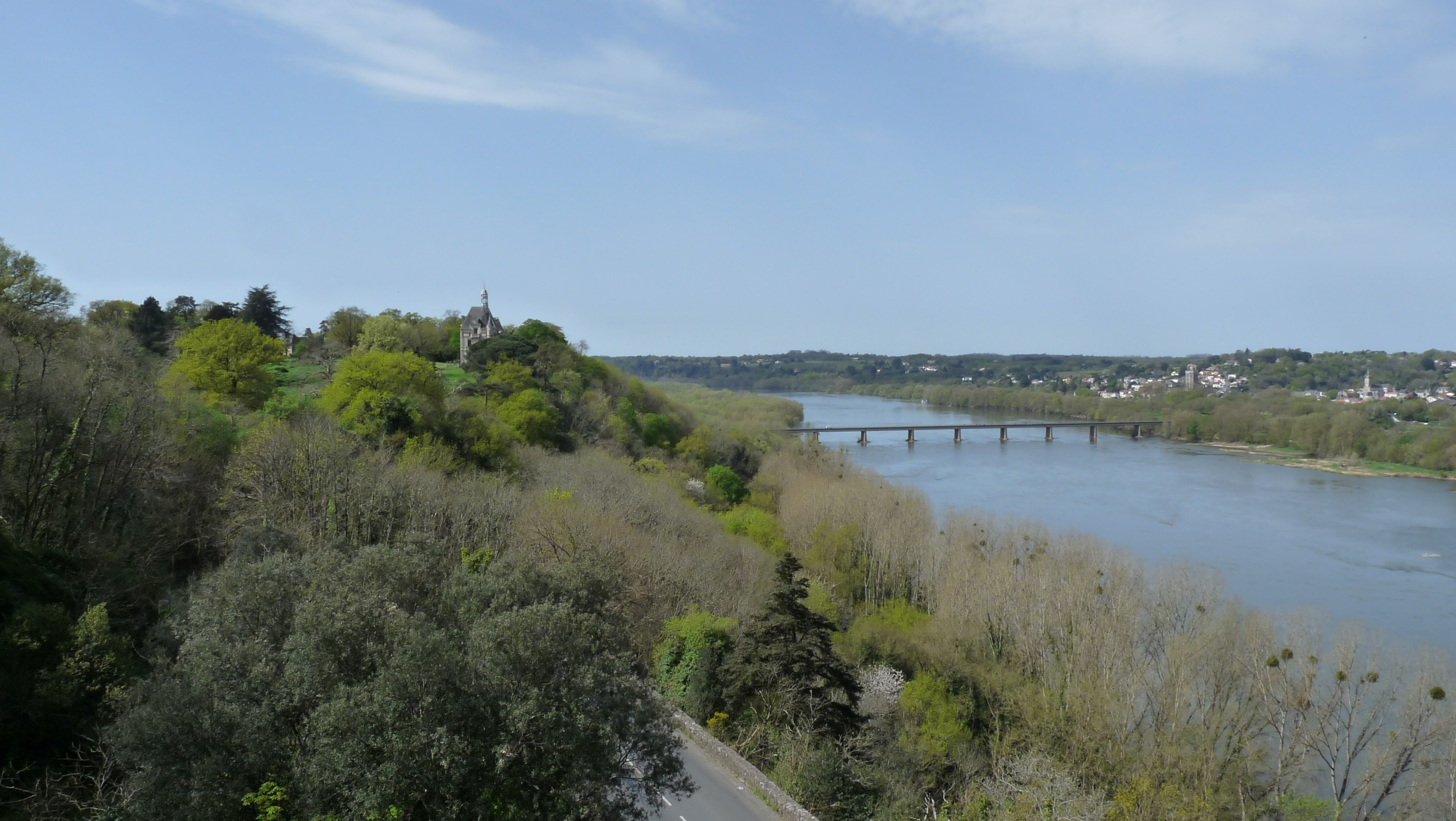
Schloss La Colinière und die Brücke von Champtoceaux von der Promenade de Champalud aus gesehen

## Persönlichkeiten
- Johann III., Herzog der Bretagne, wurde hier 1286 geboren
- Hippolyte Maindron, Bildhauer, wurde hier 1801 geboren.